# Базар (группа)
БАЗАР — московский хип-хоп дуэт, состоящий из Дмитрия Милаева и Дмитрия Неустроева. Музыканты экспериментируют с этническими музыкальными инструментами и соединяют с хип-хоповым битом южноамериканские, балканские, цыганские, ближневосточные, блюзовые и латиноамериканские мотивы. В 2020 году БАЗАР представили альбомы «Лингва франка» и «Плохой альбом», а в 2021 году выпустили LP «Бадди Альварез».

## История
Дмитрий Милаев и Дмитрий Неустроев познакомились в 2015 году в джаз-клубе Алексея Козлова, где работали барменом и официантом. Их интересовала музыка: они играли на гитарах и писали треки для продажи, но позже сами решили основать хип-хоп дуэт.
В ноябре 2018 года вышел дебютный релиз БАЗАР — EP «К Югу».
24 мая 2019 года музыканты выпустили мини-альбом «Миссисипи».
Свой первый полноформатный релиз — альбом «Лингва франка», БАЗАР представили 17 апреля 2020 года.
В октябре 2020 года Дмитрий Милаев и Дмитрий Неустроев опубликовали LP «Плохой альбом».
26 марта 2021 года вышел третий альбом хип-хоп дуэта БАЗАР — «Бадди Альварез».
15 февраля 2024 года дуэт презентовал сингл «Нокаут», записанный совместно с группой «Обстоятельства». БАЗАР впервые исполнили трек вживую на своем концерте 1 марта в Москве, а 5 мая 2024 года состоялся совместный концерт двух коллективов в Москве.